# SNCAO CAO.30
Le SNCAO CAO.30 est un avion militaire français, conçu peu avant la Seconde Guerre mondiale mais qui n’a pas été produit en série.